# Servius (grammaticus)
Servius is de traditioneel overgeleverde naam van een Romeins grammaticus uit de 4e eeuw na Chr., die vooral beroemdheid verwierf met zijn commentaar op de werken van Vergilius.
Van zijn naam bestaan verschillende varianten. Naast de volledige namen Marius (of Maurus?) Servius Honoratus wordt hij ook weleens Sergius genoemd. Het is dus duidelijk dat de naam ooit ergens verkeerd werd opgetekend.

## Biografie
Servius werd geboren tussen 350 en 360, en reeds vroeg leefde en doceerde hij te Rome. Hij treedt onder meer op als één der gesprekspartners in Macrobius' Saturnalia, waarvan men weet dat het geschreven is in 380. Hij was ook een leerling van Aelius Donatus. 

## Werken
Servius is vooral bekend geworden door zijn Commentaar op de drie hoofdwerken van Vergilius, die hij, in de volgorde Aeneis, Bucolica en Georgica, van uitgebreid commentaar voorzag, waaraan een uitvoerige inleiding op het werk van de dichter als geheel én een levensbeschrijving werd toegevoegd. Deze commentaar was bedoeld voor gebruik in de school, en het accent ligt dan ook op grammaticale, stilistische en retorische kwesties, maar nu en dan komen ook wel inhoudelijke aspecten aan de orde. Bij de redactie van zijn werk maakte Servius rijkelijk gebruik van gelijkaardige werk van zijn voorgangers, in het bijzonder van Donatus. Niettemin geeft hij vaak blijk van een persoonlijke visie, en hij is er steeds op uit Vergilius, die hij vurig bewonderde, te verdedigen tegen diens critici. Om zijn opmerkingen te illustreren citeert hij verder regelmatig uit het werk van andere Romeinse schrijvers, in het bijzonder Terentius, Cicero, Sallustius, Lucanus, Statius en Juvenalis.
Servius' Vergilius-commentaar is overgeleverd in twee versies. Tot in de 16e eeuw was alleen de korte versie bekend. In 1600 werd voor het eerst een meer uitgebreide versie gepubliceerd door de Franse uitgever Pierre Daniel. De toevoegingen in deze versie bestaan vermoedelijk uit opmerkingen in de commentaar van Donatus (cf. infra) die door Servius niet waren verwerkt.
Daarnaast schreef Servius ook een Commentarius in Artem Donati (d.i. Commentaar op de Ars van Donatus. Maar in de tekstoverlevering is een andere commentaar op deze Ars (getiteld Explanationes in Artem Donati), verbonden met de naam Sergius; bovendien staat een Donatus-commentaar met de titel De partibus orationis zowel op naam van Sergius als op naam van Servius. 
De overige geschriften van Servius zijn:
- De finalibus (Over eindlettergrepen)
- De centum metris (Over honderd verschillende soorten metra)
- De metris Horatii (Over de metra bij Horatius)
- De zogenaamde Glossae Servii Grammatici, een verzameling substantieven die in het Grieks en het Latijn een verschillend genus hebben.

- Bibsys: 90786980
- Biblioteca Nacional de España: XX1375748
- Bibliothèque nationale de France: cb12157706b (data)
- Catàleg d'autoritats de noms i títols de Catalunya: 981058518582506706
- Gemeinsame Normdatei: 118796313
- International Standard Name Identifier: 0000 0000 1558 7909
- Library of Congress Control Number: n82221524
- Nationale Bibliotheek van Tsjechië: mzk2003199144
- Nationale Bibliotheek van Israël: 987007339394605171
- Nationale Bibliotheek van Polen: a0000002885597
- Nationale en Universitaire bibliotheek Zagreb: 000085157
- Nederlandse Thesaurus van Auteursnamen: 070081840
- Réseau des bibliothèques de Suisse occidentale: 02-A003823423
- Istituto Centrale per il Catalogo Unico: UBOV106881
- LIBRIS: 246563
- Système universitaire de documentation: 030091144
- Trove: 1036427
- Virtual International Authority File: 10970700
- WorldCat: E39PCjtgYR48hymyYtfW9wrb7d

1. ↑  BnF-normbestand; geraadpleegd op: 10 oktober 2015; BnF-identificatiecode: 12157706b.